# 니진스키 (뮤지컬)
뮤지컬 《니진스키》는 전무후무한 춤 실력으로 현재까지도 ‘무용의 신’이라 불리는 주인공 바슬라프 니진스키의 이야기를 담은 창작뮤지컬로  2019년 5월 무대에 올랐다.

## 줄거리
뛰어난 예술가였지만 무대에서 화려한 빛을 발한 시간은 고작 10년뿐, 그 후 약 30년간 정신분열증을 앓다가 쓸쓸히 사망했다. 이 작품은 비운의 천재 발레리노 니진스키의 삶을 통해 인간의 본질을 들여다보게 해준다. 

## 등장인물
- 니진스키: 김찬호, 정동화, 정원영
- 디아길레프: 김종구, 조성윤, 안재영
- 스트라빈스키: 임준혁, 홍승안, 신재범
- 로몰라: 최미소, 임소라
- 한스: 류지한, 박수현

## 창작진
- 제작사: (주)쇼플레이
- 연출: 정태영
- 음악감독: 신은경
- 안무: 정도영
- 프로듀서: 임동균

## 작품정보
- 예술가들의 삶을 다룬 인물 뮤지컬 프로젝트를 준비 중인 쇼플레이가 첫번째로 선보이는 작품이다. 이 작품에 이어 '디아길레프'(2020년), '스트라빈스키'(2021년)를 선보일 예정이다.

## 공연 정보
- 2019년 5월 28일에서 8월 18일까지 아트원씨어터 1관에서 공연될 예정이다.